# (197196) Jamestaylor
(197196) Jamestaylor est un astéroïde de la ceinture principale.

## Description
(197196) Jamestaylor est un astéroïde de la ceinture principale. Il fut découvert le 15 novembre 2003 à l'Observatoire Junk Bond par David Healy. Il présente une orbite caractérisée par un demi-grand axe de 2,97 UA, une excentricité de 0,15 et une inclinaison de 10,1° par rapport à l'écliptique.

## Compléments